# A könyörület ereje
A könyörület ereje (eredeti címe: The Power of Compassion) című könyv a 14. dalai láma, Tendzin Gyaco londoni beszédein alapul. Az emberiség által leküzdendő aktuális problémákról szól: fajgyűlölet, nemiség, környezetvédelem. A könyv tisztán és világosan szól arról, miképp lehet helyesen élni és meghalni, valamint hogyan érhető el a bölcsesség és az együttérzés a mindennapi életben:
|  | „Az igazi együttérzés annak a teljes elfogadásán és felismerésén nyugszik, hogy mások, ahogy saját magunk is, boldog életre vágynak és joguk van a szenvedés legyőzésére. Ilyen alapon ki lehet fejleszteni a másokkal való törődést függetlenül attól, hogy annak a személynek milyen a felénk mutatott hozzáállása. Ez az együttérzés. - 14. dalai láma” |
|  | |

## Tartalma
A tibeti buddhista lámához nagy számban érkeztek kérések, hogy ossza meg a világgal az emberiség aktuális problémáiról alkotott véleményét. Egy Londonban tartott előadássorozat alkalmával - a vallási és filozófiai témákon felül - számos ilyen jellegű kérdéssel is foglalkozott. Szóba került többek között a balkáni helyzet, a fajgyűlölet, a nemi diszkrimináció és a környezetvédelem problémaköre. A modern életben az embereknek fokozottan szükségük van a bátorításra a sok bizonytalanság és szenvedés leküzdésére, hogy képesek legyenek az életük és a kapcsolataik átalakításához. A buddhista tanítómester a legegyszerűbb nyelvezettel mondja el, hogyan tehető az együttérzés és a tolerancia a mindennapi élet szerves részévé.

## Magyarul
- A könyörület ereje. Őszentsége a XIV. Dalai Láma tanításainak gyűjteménye; ford. Szántai Zsolt; Szukits, Szeged, 2003 (Szabad szellemeknek)